# Nights Like This
«Nights Like This» (en español: Noches como estas) es una canción del rapero y cantante australiano The Kid Laroi, publicada en su álbum debut The First Time. Se volvió viral y se ubicó a nivel internacional en 2024, y luego se incluyó como cara B de su sencillo «Girls» en junio de ese mismo año. Una secuela de la canción, titulada «Nights Like This Pt. 2», se incluyó en la versión de lujo de The First Time.
En los premios ARIA Music Awards de 2024, la canción fue nominada a Canción del año.

## Posicionamiento en las listas

### Listas semanales
| Listas (2024)                             | posición |
| ----------------------------------------- | -------- |
| Australia (ARIA)                          | 20       |
| Austria (Ö3 Austria Top 40)               | 68       |
| Canada (Canadian Hot 100)                 | 43       |
| República Checa (Singles Digitál Top 100) | 71       |
| Alemania (Offizielle Deutsche Charts)     | 84       |
| Global 200 (Billboard)                    | 56       |
| Greece International (IFPI)               | 46       |
| Iceland (Tónlistinn)                      | 24       |
| Irlanda (IRMA)                            | 27       |
| Latvia (LAIPA)                            | 6        |
| Lithuania (AGATA)                         | 13       |
| Netherlands (Single Tip)                  | 1        |
| Nueva Zelanda (Recorded Music NZ)         | 16       |
| Norway (VG-lista)                         | 34       |
| Poland (Polish Streaming Top 100)         | 75       |
| Portugal (AFP)                            | 89       |
| Eslovaquia (Singles Digitál Top 100)      | 45       |
| Sweden (Sverigetopplistan)                | 78       |
| Suiza (Schweizer Hitparade)               | 55       |
| Reino Unido (UK Singles Chart)            | 28       |
| Reino Unido (UK R&B Chart)                | 3        |
| US Billboard Hot 100                      | 47       |

### Listas de fin de año
| Listas (2024)                     | Posición |
| --------------------------------- | -------- |
| Australia (ARIA)                  | 84       |
| Switzerland (Schweizer Hitparade) | 96       |